# Albert Thibaudet
Albert Thibaudet (n. 1 aprilie 1874, Tournus, Bourgogne, Franța – d. 16 aprilie 1936, Geneva, Geneva, Elveția) a fost un  eseist și critic literar francez. Fost student al lui Henri Bergson, el a predat la Universitatea din Geneva și a fost cofondator al Școlii de critică literară de la Geneva. I-a fost profesor viitorului critic literar Jean Rousset. După moartea sa, i-a succedat ca profesor criticul literar elvețian Marcel Raymond.

## Cariera
Reputația lui Thibaudet a crescut în anii 1920 și 1930, în parte datorită articolelor publicate regulat în Nouvelle Revue Française, pe care le-a scris din 1912 până la moartea sa, precum și datorită numeroaselor sale cărți de critică literară.
În 1928 filosoful Lucien Lévy-Bruhl l-a sponsorizat pentru a participa la prima conferință universitară internațională de la Davos (Cours universitaires de Davos), o încercare de a crea o universitate internațională la Davos, Elveția.
Începând din 2008 Centrul Thucydides (un institut de cercetare al Universității Panthéon-Assas din Paris) decernează „Premiul Albert Thibaudet”, acordat unui scriitor de limbă franceză pe teme ce implică relațiile internaționale.

## Lucrări
- La Campagne avec Thucydide, 1922 (despre Tucidide)
- Gustave Flaubert, 1922, republicată în 1936
- Le Bergsonisme, 1923 (despre Henri Bergson)
- Physiologie de la critique, 1930
- Les idées politiques en France, 1931